# キクロン
キクロン株式会社は、和歌山県和歌山市に本社を置く家庭用品の製造・販売を行う企業。

## 概要

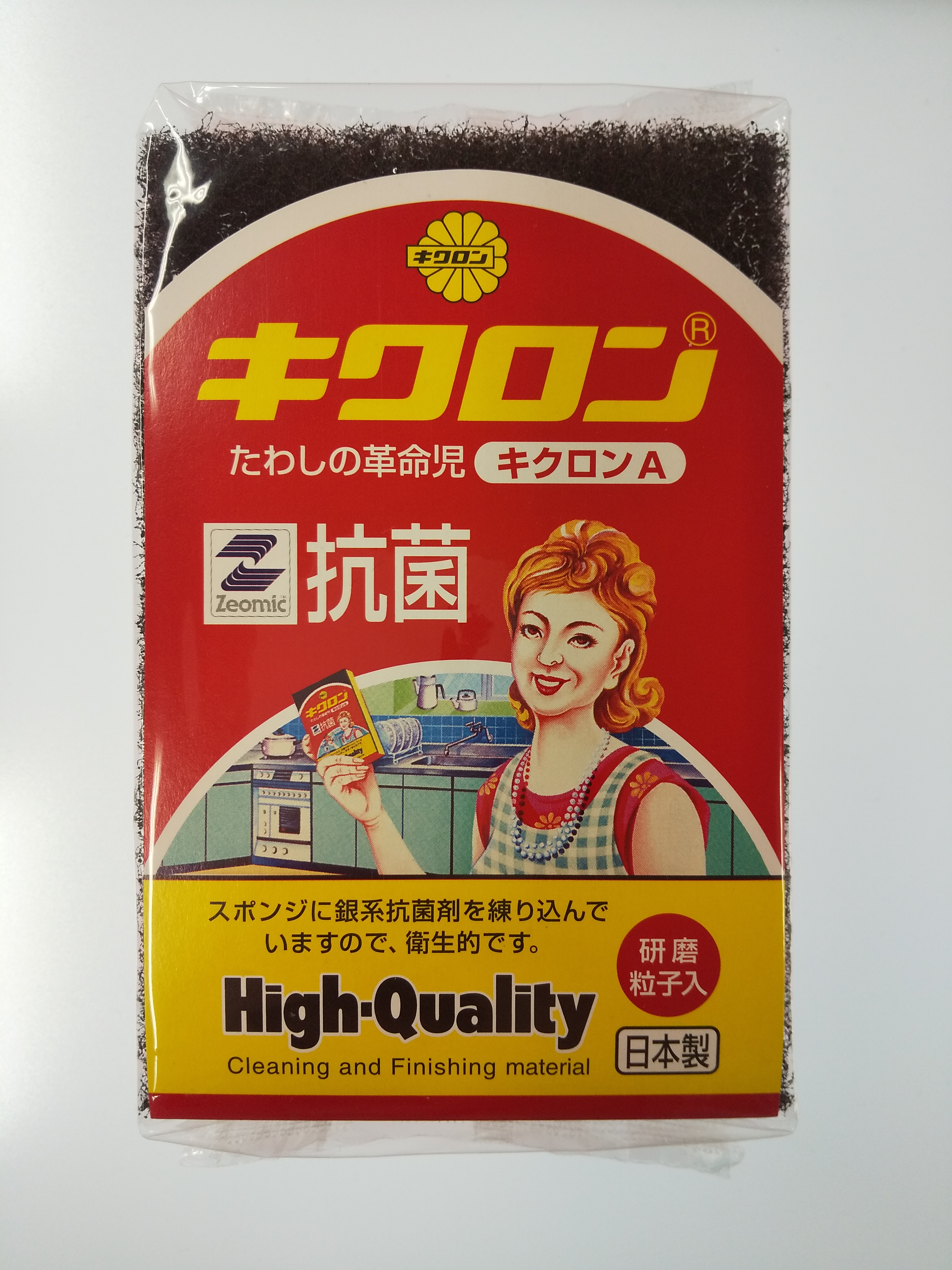
代表製品「キクロンＡ」

スポンジたわし「キクロンA」をはじめとするキッチン・ボディ洗い・バス・トイレ・洗濯清掃用品を製造している。
本社は和歌山市であるが､長らく海南市を拠点としていた経緯から、海南特産家庭用品協同組合に加盟している。

## 沿革
- 1948年　和歌山県海草郡下津町において、菊たわし製造所を創業。
- 1958年　海南市へ進出。
- 1960年　キクロン本舗と名称を変更。貼り合わせスポンジたわし「キクロンA」の製造を開始。
- 1966年　キクロン株式会社を設立。
- 1967年　ナイロンタオルの販売を開始。
- 1974年　和歌山工場（現本社工場）が完成。
- 1991年　海南市別院倉庫を改築。
- 1995年　和歌山工場を増築。
- 2002年　「キクロンA」の新生産ライン稼動。
- 2003年　ISO9001認証取得。キッチンスポンジ「RON」がグッドデザイン中小企業庁長官特別賞受賞。
- 2005年　ショーワグローブ株式会社のグループ会社として新生。本店登記を海南市から和歌山市森小手穂に移転。
- 2006年　本社オフィスを和歌山市六番丁に開設。
- 2008年　全国の営業オフィスをショーワグローブと統合完了。
- 2009年　本社工場を改修。
- 2013年　海南工場を改修。
- 2016年　会社設立50周年。